# Eishockey-Weltmeisterschaft der Frauen 1999
Die 5. Eishockey-Weltmeisterschaft der Frauen fand vom 8. März bis 14. März 1999 in den finnischen Städten Espoo und Vantaa statt. Kanada blieb auch bei der fünften WM ungeschlagen und holte sich seinen fünften Titel. Erstmals wurde auch eine B-Weltmeisterschaft ausgetragen. Das Turnier fand vom 21. bis zum 28. März 1999 im französischen Colmar statt. Erster Aufsteiger in die A-Gruppe wurde Japan.
Die Titelkämpfe der Frauen sollten künftig jährlich und nicht wie bisher alle zwei Jahre ausgetragen werden. Zudem sollte es nun auch bei den Frauen eine Einteilung nach Gruppen geben. Zur Ermittlung der jeweiligen Gruppeneinteilung wurden bereits 1998 bei den Frauen Qualifikationsspiele ausgetragen. Direkt für die A-Gruppe qualifiziert sind die ersten Fünf der Eishockey-Weltmeisterschaft der Frauen 1997 (Kanada, USA, Finnland, China, Schweden); dazu kommen drei Teams aus der Qualifikation. Die in der Qualifikation gescheiterten Teams sowie Japan als zweitbestes asiatisches Team spielten in der B-Gruppe. Die bisher nicht berücksichtigten Mannschaften aus Europa und Asien-Ozeanien spielten in zwei Qualifikationen je einen Teilnehmer für die B-WM des kommenden Jahres aus.

## Qualifikation zur A-Weltmeisterschaft
Zur neuen Gruppeneinteilung bei den Frauen wurde im Vorfeld der Weltmeisterschaften eine Qualifikation ausgetragen. 10 Mannschaften durften an dieser Qualifikation teilnehmen. Es waren dies die Mannschaften auf den Plätzen 6–8 der Frauen-Weltmeisterschaft 1997 (Russland, Schweiz, Norwegen) – die ersten Fünf dieser WM (Kanada, USA, Finnland, China, Schweden) waren direkt für die A-Gruppe qualifiziert –, der Sechste der A-Europameisterschaft 1996 (Deutschland), sowie die besten sechs Teams der B-Europameisterschaft 1996 (Dänemark, Lettland, Tschechien, Frankreich, Niederlande). Die Qualifikation wurde in zwei Runden ausgetragen. In der ersten Runde spielten die Mannschaften auf den Plätzen 3–6 der Frauen-B-Europameisterschaft 1996 (Tschechien, Slowakei, Frankreich, Niederlande) in einem Turnier zwei Teilnehmer für die zweite Qualifikationsrunde aus. Diese trafen dann dort auf die restlichen Qualifikanten. Die zweite Runde wurde in zwei Gruppen ausgetragen; die beiden Gruppensieger waren direkt für die A-WM qualifiziert, die beiden Gruppenzweiten spielten noch einen dritten A-WM Teilnehmer aus. Die in der Qualifikation gescheiterten Teams spielten dann in der B-Gruppe. Die erste Phase der Qualifikation wurde vom 27. bis 29. Januar 1998, die zweite Phase vom 23. bis 27. März 1998 ausgetragen.

### Erste Qualifikationsrunde
| Teams          | CZE | FRA | SVK | NED | Tore  | Pkt. |
| -------------- | --- | --- | --- | --- | ----- | ---- |
| 1. Tschechien  |     | 4:2 | 7:2 | 7:2 | 18: 6 | 6:0  |
| 2. Frankreich  | 2:4 |     | 4:1 | 7:1 | 13: 6 | 4:2  |
| 3. Slowakei    | 2:7 | 1:4 |     | 4:0 | 7:11  | 2:4  |
| 4. Niederlande | 2:7 | 1:7 | 0:4 |     | 3:18  | 0:6  |

### Zweite Qualifikationsrunde
| Teams         | SUI | NOR | CZE | LAT | Tore  | Pkt. |
| ------------- | --- | --- | --- | --- | ----- | ---- |
| 1. Schweiz    |     | 7:1 | 3:0 | 6:1 | 16: 2 | 6:0  |
| 2. Norwegen   | 1:7 |     | 2:2 | 6:0 | 9: 9  | 3:3  |
| 3. Tschechien | 0:3 | 2:2 |     | 2:1 | 4: 6  | 3:3  |
| 4. Lettland   | 1:6 | 0:6 | 1:2 |     | 2:14  | 0:6  |

| Teams          | GER  | RUS  | FRA  | DAN  | Tore  | Pkt. |
| -------------- | ---- | ---- | ---- | ---- | ----- | ---- |
| 1. Deutschland |      | 4:1  | 10:0 | 12:0 | 26: 1 | 6:0  |
| 2. Russland    | 1:4  |      | 14:1 | 3:2  | 18: 7 | 4:2  |
| 3. Frankreich  | 0:10 | 1:14 |      | 2:1  | 3:25  | 2:4  |
| 4. Dänemark    | 0:12 | 2:3  | 1:2  |      | 3:17  | 0:6  |

| 27. März 1998 | Füssen | Russland | – | Norwegen |  | 6:1 (1:0,4:1,1:0) |

| qualifiziert für die A-WM: | Deutschland, Schweiz, Russland                                              |
| qualifiziert für die B-WM: | Norwegen, Frankreich, Tschechien, Lettland, Dänemark, Niederlande, Slowakei |

## A-Weltmeisterschaft
Die A-Weltmeisterschaft wurde vom 8. bis 14. März 1999 in den finnischen Städten Espoo und Vantaa ausgetragen. Die kanadische Nationalmannschaft gewann mit dem 3:1-Finalsieg über die USA den fünften Weltmeistertitel bei der fünften Austragung des Turniers. Die Bronzemedaille sicherte sich das finnische Nationalteam im kleinen Finale mit einem Sieg über Schweden.

### Vorrunde

#### Gruppe A
| 8. März 1999 16:30 Uhr | USA Shelley Looney (8:08) Jenny Schmidgall (17:57) Cammi Granato (26:03) Karyn Bye (31:53) J. Schmidgall (34:43) Krissy Wendell (35:29) S. Looney 44:02 Katie King (46:11) Brandy Fisher (53:35) Tricia Dunn (53:51) | 10:2 (2:2, 4:0, 4:0) Spielbericht | Russland Tatjana Zarjowa 14:22 Tatjana Burina (16:01) | LänsiAuto Areena, Espoo |

| 8. März 1999 16:30 Uhr | China | 1:3 (0:2, 1:0, 0:1) | Schweden | Vantaa |

| 9. März 1999 20:00 Uhr | Schweden | 0:11 (0:3, 0:4, 0:4) | USA Ruggiero 00:58 Schmidgall 6:35 O’Sullivan 19:33 Bye 27:05 Merz 29:05 Grantato 34:50 King 36:34 Dunn 43:27 Granato 44:11 King 46:21 Wendell 58:11 | Vantaa |

| 9. März 1999 16:30 Uhr | China | 3:2 (1:0, 0:2, 2:0) | Russland | Vantaa |

| 11. März 1999 16:30 Uhr | Russland | 0:7 (0:1, 0:4, 0:2) | Schweden | LänsiAuto Areena, Espoo |

| 11. März 1999 20:00 Uhr | USA Katie King (12:15) J. Schmidgall (25:59) Karyn Bye (36:52) K. Bye (42:20) Brandy Fisher (56:33) K. Bye (58:36) | 6:0 (1:0, 2:0, 3:0) | China | Vantaa |

| Pl | Land                | Sp | S | U | N | Tore  | Punkte |
| -- | ------------------- | -- | - | - | - | ----- | ------ |
| 1. | Vereinigte Staaten  | 3  | 3 | 0 | 0 | 27 2  | 6      |
| 2. | Schweden            | 3  | 2 | 0 | 1 | 10:12 | 4      |
| 3. | Volksrepublik China | 3  | 1 | 0 | 2 | 04:11 | 2      |
| 4. | Russland            | 3  | 0 | 0 | 3 | 04:20 | 0      |

#### Gruppe B
| Teams          | CAN  | FIN | GER  | SUI  | Tore  | Pkt. |
| -------------- | ---- | --- | ---- | ---- | ----- | ---- |
| 1. Kanada      |      | 1:0 | 13:0 | 10:0 | 24: 0 | 6:0  |
| 2. Finnland    | 0:1  |     | 9:0  | 7:0  | 16: 1 | 4:2  |
| 3. Deutschland | 0:13 | 0:9 |      | 5:4  | 5:26  | 2:4  |
| 4. Schweiz     | 0:10 | 0:7 | 4:5  |      | 4:22  | 0:6  |

### Play-downs
| Erste Runde              |        |             |   |          |                   |
| 12. März 1999            | Vantaa | Deutschland | – | Russland | 2:6 (0:1,1:1,1:4) |
| 12. März 1999            | Vantaa | China       | – | Schweiz  | 3:2 (1:2,1:0,1:0) |
|                          |        |             |   |          |                   |
| Abstiegsspiel um Platz 7 |        |             |   |          |                   |
| 14. März 1999            | Vantaa | Deutschland | – | Schweiz  | 3:0 (0:0,1:0,2:0) |
|                          |        |             |   |          |                   |
| Spiel um Platz 5         |        |             |   |          |                   |
| 14. März 1999            | Vantaa | China       | – | Russland | 4:1 (3:0,1:1,0:0) |

### Play-offs

#### Halbfinale
| 13. März 1999 14:00 Uhr | Kanada Nancy Drolet (18:14) Nancy Drolet (30:18) Jayna Hefford (47:27) France St. Louis (57:10) | 4:1 (1:0, 1:1, 2:0) Spielbericht | Schweden Tina Månsson (26:17) | LänsiAuto Areena, Espoo |

| 13. März 1999 19:30 Uhr | USA Natalie Darwitz (26:46) Natalie Darwitz (36:27) Krissy Wendell (55:00) | 3:1 (0:1, 2:0, 1:0) Spielbericht | Finnland Kirsi Hänninen (19:58) | LänsiAuto Areena, Espoo Zuschauer: 4.204 |

Spiel um Platz 3
| 14. März 1999 | Finnland | 8:2 (2:1,4:0,2:1) | Schweden | Espoo |

#### Finale
| 14. März 1999 | Kanada C. Ouellette (31:53) D. Goyette (40:25) G. Heaney (42:47) | 3:1 (0:0, 1:1, 2:0) Spielbericht | USA J. Schmidgall (29:09) | LänsiAuto Areena, Espoo Zuschauer: 5247 |

### Statistik

#### Beste Scorerinnen
Quelle: IIHF
Abkürzungen:  Sp = Spiele, T = Tore, V = Assists, Pkt = Punkte, +/- = Plus/Minus, SM = Strafminuten; Fett:  Turnierbestwert
| Spieler             | Team     | Sp | T | V | Pkt | SM | +/- |
| ------------------- | -------- | -- | - | - | --- | -- | --- |
| Jenny Schmidgall    | USA      | 5  | 5 | 7 | 12  | 0  | +9  |
| Jayna Hefford       | Kanada   | 5  | 5 | 6 | 11  | 0  | +8  |
| Kirsi Hänninen      | Finnland | 5  | 5 | 5 | 10  | 2  | +6  |
| Petra Vaarakallio   | Finnland | 5  | 3 | 7 | 10  | 4  | +4  |
| Sari Fisk           | Finnland | 5  | 4 | 5 | 9   | 0  | +3  |
| Karyn Bye           | USA      | 5  | 5 | 3 | 8   | 2  | +6  |
| Nancy Drolet        | Kanada   | 5  | 4 | 4 | 8   | 0  | +6  |
| Cammi Granato       | USA      | 5  | 3 | 5 | 8   | 0  | +9  |
| Hayley Wickenheiser | Kanada   | 5  | 3 | 5 | 8   | 8  | +5  |
| Katie King          | USA      | 5  | 4 | 3 | 7   | 2  | +6  |

#### Beste Torhüterinnen
Quelle: IIHF; Abkürzungen: Sp = Spiele, Min = Eiszeit (in Minuten), SaT = Schüsse aufs Tor, GT = Gegentore, SVS = gehaltene Schüsse, Sv% = gehaltene Schüsse (in %), GTS = Gegentorschnitt, SO = Shutouts; Fett: Turnierbestwert
| Spieler                   | Team                | Sp | Min    | SaT | GT | GTS  | SVS | Sv%   | SO |
| ------------------------- | ------------------- | -- | ------ | --- | -- | ---- | --- | ----- | -- |
| Sami Jo Small             | Kanada              | 3  | 180:00 | 56  | 1  | 0,33 | 55  | 98,21 | 2  |
| Kim St-Pierre             | Kanada              | 2  | 120:00 | 34  | 1  | 0,50 | 33  | 97,06 | 1  |
| Laurie Belliveau          | USA                 | 2  | 120:00 | 23  | 2  | 1,00 | 21  | 91,30 | 1  |
| Erin Whitten              | USA                 | 3  | 179:03 | 72  | 4  | 1,34 | 68  | 94,44 | 1  |
| Tuula Puputti             | Finnland            | 4  | 237:27 | 89  | 6  | 1,52 | 83  | 93,26 | 1  |
| Guo Hong                  | Volksrepublik China | 4  | 195:47 | 70  | 8  | 2,45 | 62  | 88,57 | 0  |
| Huo Lina                  | Volksrepublik China | 2  | 104:13 | 66  | 6  | 3,45 | 60  | 90,91 | 0  |
| Irina Wotinzewa           | Russland            | 4  | 163:40 | 96  | 11 | 4,03 | 85  | 88,54 | 0  |
| Charlotte Göthesson       | Schweden            | 5  | 294:33 | 144 | 24 | 4,89 | 120 | 83,33 | 0  |
| Stephanie Wartosch-Kürten | Deutschland         | 5  | 247:53 | 147 | 21 | 5,08 | 126 | 85,71 | 1  |
| Irina Gaschennikowa       | Russland            | 3  | 158:51 | 100 | 15 | 5,67 | 85  | 85,00 | 0  |
| Patricia Sautter          | Schweiz             | 5  | 266:15 | 226 | 26 | 5,86 | 200 | 88,50 | 0  |

### Auszeichnungen
Spielertrophäen
- Beste Torhüterin:  Sami Jo Small
- Beste Verteidigerin:  Kirsi Hänninen
- Beste Stürmerin:  Jenny Schmidgall

All-Star-Team
- Torhüterin:  Sami Jo Small
- Verteidigung:  Sue Merz,  Kirsi Hänninen
- Angriff:  Hayley Wickenheiser,  Jenny Schmidgall,  Jayna Hefford

### Abschlussplatzierung der A-WM
| Pl | Team                |
| -- | ------------------- |
| 1  | Kanada              |
| 2  | USA                 |
| 3  | Finnland            |
| 4  | Schweden            |
| 5  | Volksrepublik China |
| 6  | Russland            |
| 7  | Deutschland         |
| 8  | Schweiz             |

#### Meistermannschaften
| Weltmeister Kanada | Amanda Benoit, Jennifer Botterill, Thérèse Brisson, Cassie Campbell, Nancy Drolet, Lori Dupuis, Danielle Goyette, Geraldine Heaney, Jayna Hefford, Becky Kellar, Mai-Lan Lê, Caroline Ouellette, Cheryl Pounder, Natalie Rivard, Sami Jo Small, Fiona Smith, France St. Louis, Kim St-Pierre, Vicky Sunohara, Hayley Wickenheiser Trainer: Daniele Sauvageau |
| Silber USA         | Chris Bailey, Laurie Belliveau, Alana Blahoski, Karyn Bye, Amy Coelho, Natalie Darwitz, Tricia Dunn, Brandy Fisher, Cammi Granato, Catherine Hanson, Sara Hood, Katie King, Shelley Looney, Sue Merz, Tara Mounsey, Stephanie O’Sullivan, Angela Ruggiero, Jenny Schmidgall, Krissy Wendell, Erin Whitten Trainer: Ben Smith                                 |
| Bronze Finnland    | Pirjo Ahonen, Sari Fisk, Päivi Halonen, Satu Huotari, Minna-Riikka Hurskainen, Kirsi Hänninen, Sanna Kanerva, Kati Kovalainen, Sari Krooks, Sanna Lankosaari, Katja Lehto, Katri-Helena Luomajoki, Tiina Paananen, Tuula Puputti, Karoliina Rantamäki, Tiia Reima, Katja Riipi, Maria Selin, Hanne Sikiö, Petra Vaarakallio                                  |

#### Titel, Auf- und Abstieg
Eishockey-Weltmeister 1999

 Kanada
| Absteiger   | Schweiz |
| Aufsteiger: | Japan   |

## B-Weltmeisterschaft

### Vorrunde
| Teams       | JPN | NOR | DAN | LAT | Tore  | Pkt. |
| ----------- | --- | --- | --- | --- | ----- | ---- |
| 1. Japan    |     | 4:0 | 6:0 | 6:2 | 16: 2 | 6:0  |
| 2. Norwegen | 0:4 |     | 2:4 | 3:0 | 5: 8  | 2:4  |
| 3. Dänemark | 0:6 | 4:2 |     | 1:3 | 5:11  | 2:4  |
| 4. Lettland | 2:6 | 0:3 | 3:1 |     | 5:10  | 2:4  |

| Teams          | FRA | CZE | SVK | NED | Tore  | Pkt. |
| -------------- | --- | --- | --- | --- | ----- | ---- |
| 1. Frankreich  |     | 2:2 | 3:0 | 9:1 | 14: 3 | 5:1  |
| 2. Tschechien  | 2:2 |     | 3:2 | 9:0 | 14: 4 | 5:1  |
| 3. Slowakei    | 0:3 | 2:3 |     | 4:2 | 6: 8  | 2:4  |
| 4. Niederlande | 1:9 | 0:9 | 2:4 |     | 3:22  | 0:6  |

### Play-downs gegen den Abstieg
| Erste Runde      |        |          |   |             |                   |
| 26. März 1999    | Colmar | Slowakei | – | Lettland    | 0:8 (0:2,0:5,0:1) |
| 26. März 1999    | Colmar | Dänemark | – | Niederlande | 9:1 (2:1,4:0,3:0) |
|                  |        |          |   |             |                   |
| Spiel um Platz 7 |        |          |   |             |                   |
| 28. März 1999    | Colmar | Slowakei | – | Niederlande | 8:7 (5:4,1:1,2:2) |
|                  |        |          |   |             |                   |
| Spiel um Platz 5 |        |          |   |             |                   |
| 28. März 1999    | Colmar | Lettland | – | Dänemark    | 5:3 (2:0,1:1,2:2) |

### Play-offs um den Aufstieg
| Halbfinale       |        |            |   |            |                   |
| 26. März 1999    | Colmar | Frankreich | – | Norwegen   | 2:3 (1:2,1:0,0:1) |
| 26. März 1999    | Colmar | Japan      | – | Tschechien | 2:1 (1:0,1:1,0:0) |
|                  |        |            |   |            |                   |
| Spiel um Platz 3 |        |            |   |            |                   |
| 28. März 1999    | Colmar | Frankreich | – | Tschechien | 5:4 (2:3,1:0,2:1) |
|                  |        |            |   |            |                   |
| Finale           |        |            |   |            |                   |
| 28. März 1999    | Colmar | Japan      | – | Norwegen   | 7:1 (2:1,3:0,2:0) |

### Abschlussplatzierung der B-WM
| Pl | Team        |
| -- | ----------- |
| 1  | Japan       |
| 2  | Norwegen    |
| 3  | Frankreich  |
| 4  | Tschechien  |
| 5  | Lettland    |
| 6  | Dänemark    |
| 7  | Slowakei    |
| 8  | Niederlande |

### Auf- und Abstieg
| B-Weltmeister 1999:         | Japan                 |
| Aufsteiger in die A-Gruppe: | Japan                 |
| Absteiger aus der A-Gruppe: | Schweiz               |
| Absteiger aus der B-Gruppe: | Slowakei, Niederlande |
| Aufsteiger in die B-Gruppe: | Italien, Kasachstan   |

## Qualifikation zur B-Weltmeisterschaft 2000

### Qualifikation Europa (in Székesfehérvár, Ungarn)
Die Spiele fanden vom 19. bis 21. März 1999 statt
| Teams             | ITA | GBR  | HUN | RSA  | Tore  | Pkt. |
| ----------------- | --- | ---- | --- | ---- | ----- | ---- |
| 1. Italien        |     | 4:1  | 8:1 | 7:1  | 19: 3 | 6:0  |
| 2. Großbritannien | 1:4 |      | 9:1 | 22:0 | 32: 5 | 4:2  |
| 3. Ungarn         | 1:8 | 1:9  |     | 6:0  | 8:17  | 2:4  |
| 4. Südafrika      | 1:7 | 0:22 | 0:6 |      | 1:35  | 0:6  |

### Qualifikation Asien
| 19. März 1999 | Pjöngjang | Nordkorea  | – | Kasachstan | 3:4        |
|               |           |            |   |            |            |
| 21. März 1999 | Almaty    | Kasachstan | – | Nordkorea  | + 5:0 gew. |

+ Nordkorea verzichtete
| qualifiziert für die B-WM 2000: | Italien, Kasachstan |